# Zurab Tsiskaridze
Zurab Tsiskaridze (in georgiano ზურაბ ცისკარიძე?; Tbilisi, 8 settembre 1986) è un ex calciatore georgiano, di ruolo difensore.

## Carriera

### Club
Ha giocato nella massima serie dei campionati russo, thailandese, ceco, svedese, saudita e finlandese.

### Nazionale
Nel 2016 ha giocato due partite con la nazionale georgiana.

## Statistiche

### Presenze e reti nei club
Statistiche aggiornate al 21 settembre 2020
| Stagione                | Squadra                 | Campionato              | Campionato | Campionato | Coppe nazionali | Coppe nazionali | Coppe nazionali | Coppe continentali | Coppe continentali | Coppe continentali | Altre coppe | Altre coppe | Altre coppe | Totale | Totale |
| Stagione                | Squadra                 | Comp                    | Pres       | Reti       | Comp            | Pres            | Reti            | Comp               | Pres               | Reti               | Comp        | Pres        | Reti        | Pres   | Reti   |
| ----------------------- | ----------------------- | ----------------------- | ---------- | ---------- | --------------- | --------------- | --------------- | ------------------ | ------------------ | ------------------ | ----------- | ----------- | ----------- | ------ | ------ |
| 2009                    | Miami                   | USL-1                   | 18         | 1          |                 | -               | -               |                    | -                  | -                  |             | -           | -           | 18     | 1      |
| 2010                    | Vancouver Whitecaps     | US1                     | 27         | 0          | CC              | 4               | 0               |                    | -                  | -                  |             | -           | -           | 31     | 0      |
| 2011                    | Montréal Impact         | NASL                    | 10         | 0          | CC              | 2               | 0               |                    | -                  | -                  |             | -           | -           | 12     | 0      |
| 2011-2012               | Amkar Perm'             | PL                      | 3          | 0          |                 | -               | -               |                    | -                  | -                  |             | -           | -           | 3      | 0      |
| 2012                    | Jönköpings Södra        | S1                      | 8          | 1          | CS              | 3               | 0               |                    | -                  | -                  |             | -           | -           | 11     | 1      |
| 2013                    | Jönköpings Södra        | S1                      | 23         | 0          | CS              | 1               | 1               |                    | -                  | -                  |             | -           | -           | 24     | 0      |
| Totale Jönköpings Södra | Totale Jönköpings Södra | Totale Jönköpings Södra | 31         | 1          |                 | 4               | 1               |                    | -                  | -                  |             | -           | -           | 35     | 2      |
| 2014                    | Bangkok Glass           | T1                      | 2          | 0          |                 | -               | -               |                    | -                  | -                  |             | -           | -           | 2      | 0      |
| 2015                    | S.A. Scorpions          | NASL                    | 17         | 1          | USOC            | 1               | 0               |                    | -                  | -                  |             | -           | -           | 18     | 1      |
| feb.-mag. 2016          | Teplice                 | 1L                      | 9          | 0          |                 | -               | -               |                    | -                  | -                  |             | -           | -           | 9      | 0      |
| 2016-2017               | Teplice                 | 1L                      | 2          | 0          | CRC             | 1               | 0               |                    | -                  | -                  |             | -           | -           | 3      | 0      |
| Totale Teplice          | Totale Teplice          | Totale Teplice          | 11         | 0          |                 | 1               | 0               |                    | -                  | -                  |             | -           | -           | 12     | 0      |
| 2017                    | AFC Eskilstuna          | A                       | 21         | 0          |                 | -               | -               |                    | -                  | -                  |             | -           | -           | 21     | 0      |
| 2018                    | AFC Eskilstuna          | S1                      | 25+2       | 1          |                 | -               | -               |                    | -                  | -                  |             | -           | -           | 27     | 1      |
| Totale AFC Eskilstuna   | Totale AFC Eskilstuna   | Totale AFC Eskilstuna   | 48         | 1          |                 | -               | -               |                    | -                  | -                  |             | -           | -           | 48     | 1      |
| gen.-mag. 2019          | Al-Hazem                | PL                      | 13+2       | 1          |                 | -               | -               |                    | -                  | -                  |             | -           | -           | 15     | 1      |
| 2019-2020               | Al-Jabalain             | FD                      | 21         | 1          |                 | -               | -               |                    | -                  | -                  |             | -           | -           | 21     | 1      |
| 2020                    | RoPS                    | VL                      | 9          | 1          |                 | -               | -               |                    | -                  | -                  |             | -           | -           | 9      | 1      |
| Totale carriera         | Totale carriera         | Totale carriera         | 212        | 7          |                 | 12              | 1               |                    | -                  | -                  |             | -           | -           | 224    | 8      |

### Cronologia presenze e reti in nazionale
| Cronologia completa delle presenze e delle reti in nazionale ― Georgia | Cronologia completa delle presenze e delle reti in nazionale ― Georgia | Cronologia completa delle presenze e delle reti in nazionale ― Georgia | Cronologia completa delle presenze e delle reti in nazionale ― Georgia | Cronologia completa delle presenze e delle reti in nazionale ― Georgia | Cronologia completa delle presenze e delle reti in nazionale ― Georgia | Cronologia completa delle presenze e delle reti in nazionale ― Georgia | Cronologia completa delle presenze e delle reti in nazionale ― Georgia |
| Data                                                                   | Città                                                                  | In casa                                                                | Risultato                                                              | Ospiti                                                                 | Competizione                                                           | Reti                                                                   | Note                                                                   |
| ---------------------------------------------------------------------- | ---------------------------------------------------------------------- | ---------------------------------------------------------------------- | ---------------------------------------------------------------------- | ---------------------------------------------------------------------- | ---------------------------------------------------------------------- | ---------------------------------------------------------------------- | ---------------------------------------------------------------------- |
| 3-6-2016                                                               | Bucarest                                                               | Romania                                                                | 5 – 1                                                                  | Georgia                                                                | Amichevole                                                             | -                                                                      | 64’                                                                    |
| 7-6-2016                                                               | Getafe                                                                 | Spagna                                                                 | 0 – 1                                                                  | Georgia                                                                | Amichevole                                                             | -                                                                      | 78’                                                                    |
| Totale                                                                 |                                                                        | Presenze                                                               | 2                                                                      |                                                                        | Reti                                                                   | 0                                                                      |                                                                        |